# Claudia Giordani
Claudia Giordani, italijanska alpska smučarka, * 27. oktober 1955, Rim.
Največji uspeh kariere je dosegla na Olimpijskih igrah 1976 z osvojitvijo naslova olimpijske podprvakinje v slalomu, tekma je štela tudi za svetovno prvenstvo. Nastopila je tudi na Olimpijskih igrah 1980 in bila v slalomu peta. V svetovnem pokalu je tekmovala devet sezon med letoma 1973 in 1981 ter dosegla tri zmage in še štirinajst uvrstitev na stopničke. Najboljšo uvrstitev v skupnem seštevku svetovnega pokala je dosegla z osmim mestom v letih 1977 in 1980, leta 1977 je bila tudi tretja v slalomskem seštevku.